# Biscayne (zatoka)
Biscayne (ang. Biscayne Bay) – płytka zatoka Oceanu Atlantyckiego u wschodniego wybrzeża Stanów Zjednoczonych, w stanie Floryda, w hrabstwie Miami-Dade. Zatoka rozciąga się wzdłuż południowo-wschodniego wybrzeża półwyspu Floryda na długości 56–65 km, oddzielona od otwartego oceanu przez pas wysp barierowych i mielizn. Szerokość zatoki dochodzi do 13–16 km. Powierzchnia wynosi około 570 km².
Nad północną częścią zatoki położona jest aglomeracja Miami. Zatoka oddziela miasto Miami, ulokowane na zachodnim brzegu (na stałym lądzie), od Miami Beach, położonego na wyspach, nad brzegiem wschodnim. Zatokę przecina w tej części kilka grobli komunikacyjnych i mostów. Również w tej części zatoki znajduje się wiele sztucznych wysp, większość zajęta przez zabudowę mieszkalną; część z nich stanowi enklawę dla najzamożniejszej części społeczeństwa (w szczególności wyspa Indian Creek). Cały okoliczny obszar jest znaczącym ośrodkiem turystyki.
Na wyspie Dodge funkcjonuje PortMiami, jeden z głównych portów handlowych Stanów Zjednoczonych, a jednocześnie największy terminal dla statków wycieczkowych na świecie. Przez zatokę prowadzi Wewnętrzna Przybrzeżna Droga Wodna.
Środkowa i południowa część zatoki objęta jest przez Park Narodowy Biscayne. Na południu zatoka połączona jest poprzez szereg cieśnin z Zatoką Florydzką.
Nazwa zatoki wywodzi się od Zatoki Biskajskiej bądź hiszpańskiej prowincji Biskaja; prawdopodobnie pochodził stamtąd jeden z żeglarzy, którzy jako pierwsi badali te okolice.

## Galeria

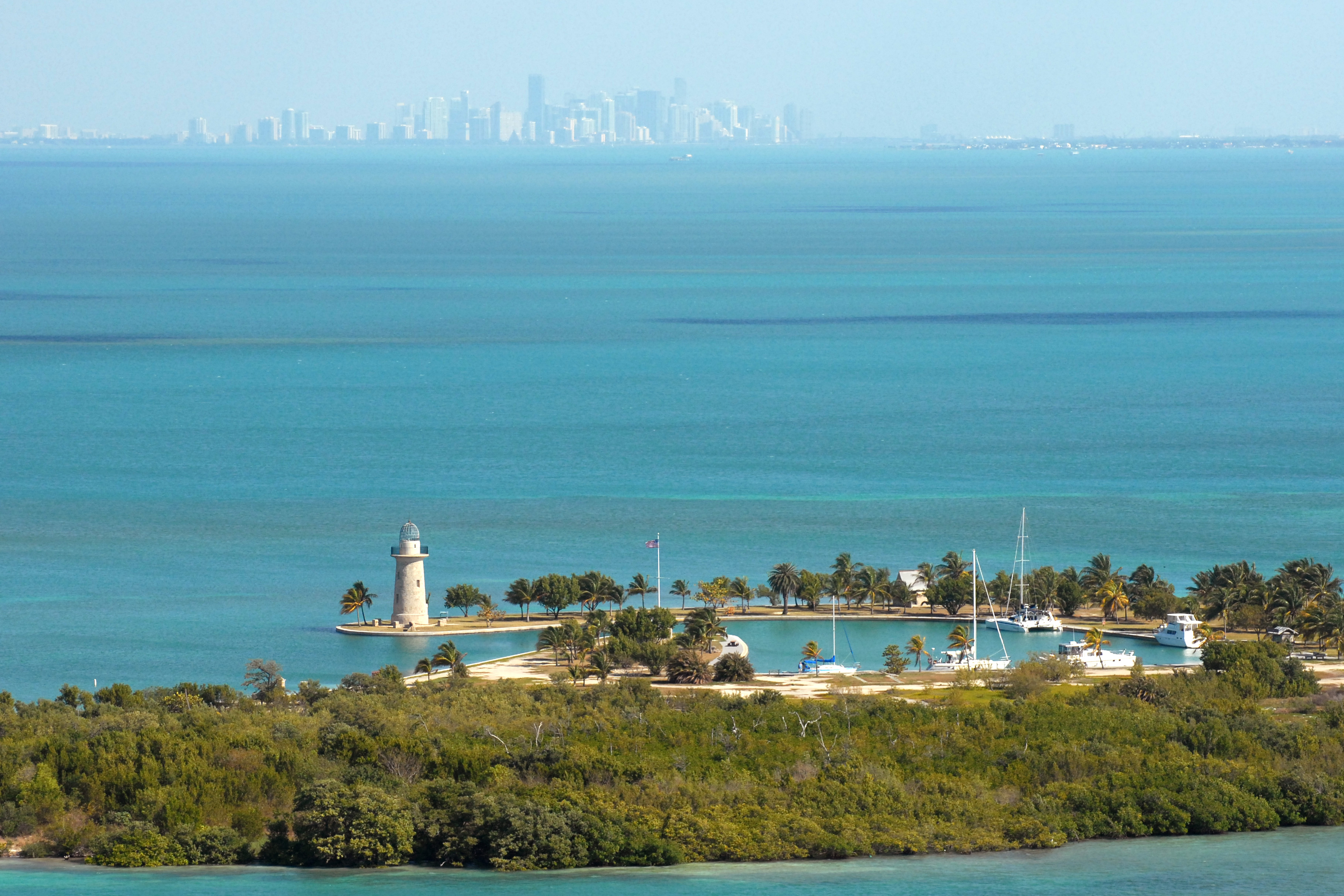
Widok znad wyspy Boca Chita Key(inne języki), poprzez zatokę Biscayne, w kierunku Miami
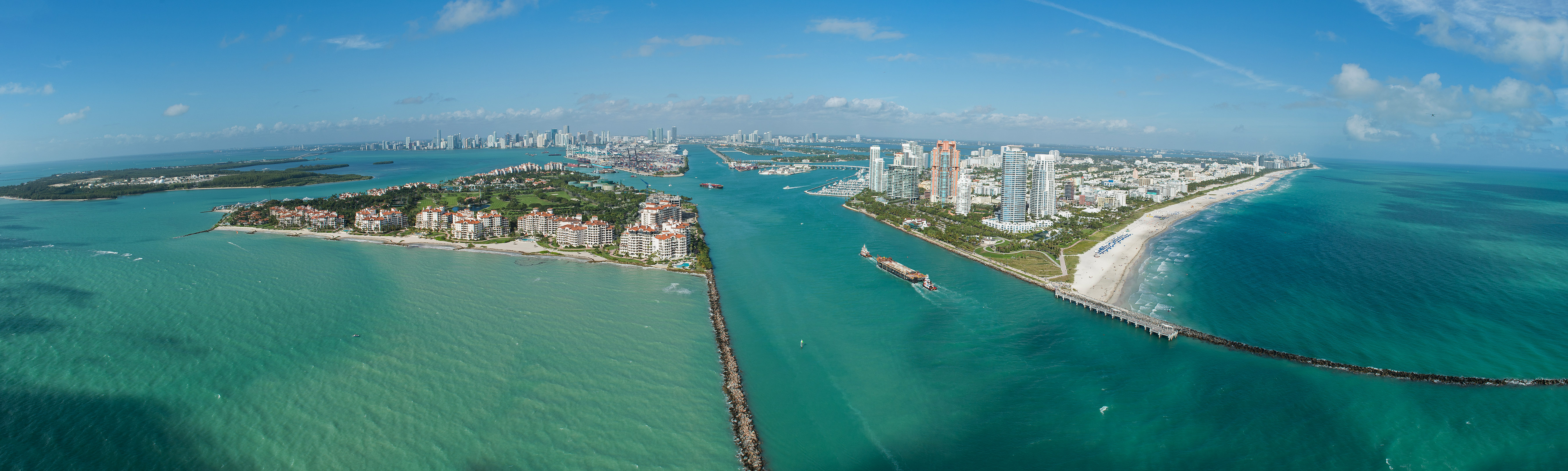
Kanał Government Cut(inne języki) łączący zatokę Biscayne z otwartym oceanem; z prawej Miami Beach, z lewej Fisher Island; w głębi port kontenerowy, na horyzoncie Miami
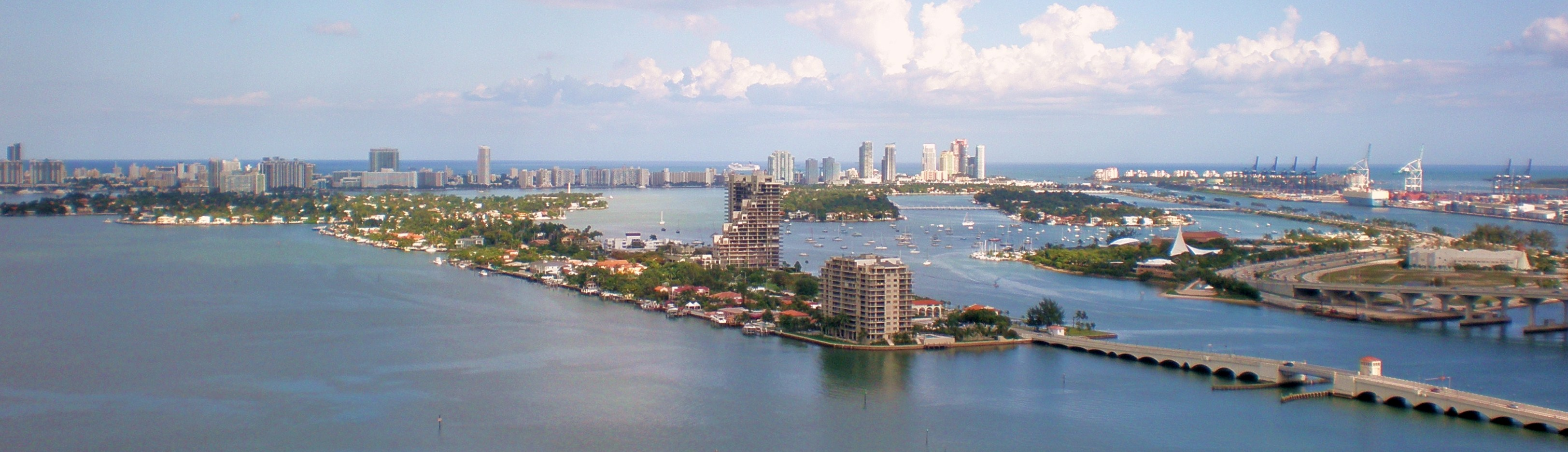
Sztuczne wyspy na zatoce Biscayne; na pierwszym planie most prowadzący na Venetian Islands(inne języki)
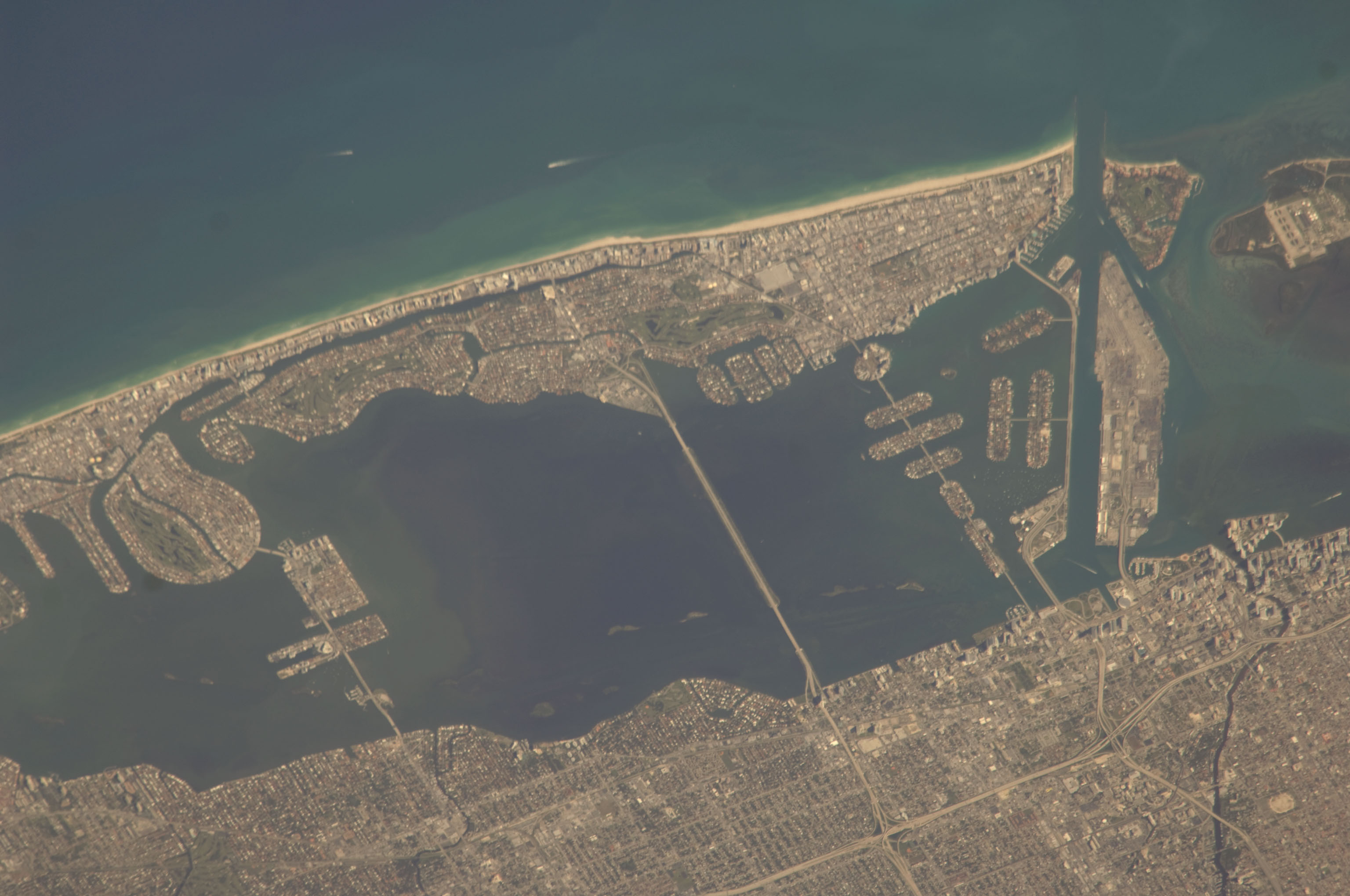
Widok na północną część zatoki, pomiędzy Miami a Miami Beach